# Prémio Screen Actors Guild 2007
13.º Prémios SAG
28 de Janeiro de 2007
Filme:
Melhor Elenco: Little Miss Sunshine
Televisão
Melhor Elenco - Série Dramática:
Grey's Anatomy
Melhor Elenco - Série Comédia:
The Office
A 13.ª edição dos Prémios Screen Actors Guild foi apresentada em Los Angeles no Los Angeles Shrine Exposition Centera, a 28 de Janeiro de 2007. A 4 de Janeiro foram apresentadas as nomeações. Vencedores a negrito.

## Indicados e Vencedores

### Life Achievement
- Julie Andrews[5]

### Cinema
| Melhor Ator principal - Forest Whitaker – The Last King of Scotland como Idi Amin - Leonardo DiCaprio – Blood Diamond como Danny Archer - Ryan Gosling – Half Nelson como Dan Dunne - Peter O'Toole – Venus como Maurice - Will Smith – The Pursuit of Happyness como Chris Gardner | Melhor Atriz principal - Helen Mirren – The Queen como Rainha Elizabeth II - Penélope Cruz – Volver como Raimunda - Judi Dench – Notes on a Scandal como Barbara Covett - Meryl Streep – The Devil Wears Prada como Miranda Priestly - Kate Winslet – Little Children como Sarah Pierce |
| Melhor Ator secundário - Eddie Murphy – Dreamgirls como James "Thunder" Early - Alan Arkin – Little Miss Sunshine como Edwin Hoover - Leonardo DiCaprio – The Departed como Billy Costigan - Jackie Earle Haley – Little Children como Ronald "Ronnie" James McGorvey - Djimon Hounsou – Blood Diamond como Solomon Vandy | Melhor Atriz secundária - Jennifer Hudson – Dreamgirls como Effie White - Adriana Barraza – Babel como Amelia - Cate Blanchett – Notes on a Scandal como Sheba Hart - Abigail Breslin – Little Miss Sunshine como Olive Hoover - Rinko Kikuchi – Babel como Cheiko Wataya               |
| Melhor Elenco - Little Miss Sunshine – Alan Arkin, Abigail Breslin, Steve Carell, Toni Collette, Paul Dano e Greg Kinnear - Babel – Adriana Barraza, Cate Blanchett, Gael García Bernal, Rinko Kikuchi, Brad Pitt e Kōji Yakusho - Bobby – Harry Belafonte, Joy Bryant, Nick Cannon, Emilio Estevez, Laurence Fishburne, Brian Geraghty, Heather Graham, Anthony Hopkins, Helen Hunt, Joshua Jackson, David Krumholtz, Ashton Kutcher, Shia LaBeouf, Lindsay Lohan, William H. Macy, Svetlana Metkina, Demi Moore, Freddy Rodriguez, Martin Sheen, Christian Slater, Sharon Stone, Jacob Vargas, Mary Elizabeth Winstead e Elijah Wood - The Departed – Anthony Anderson, Alec Baldwin, Matt Damon, Leonardo DiCaprio, Vera Farmiga, Jack Nicholson, Martin Sheen, Mark Wahlberg e Ray Winstone - Dreamgirls – Hinton Battle, Jamie Foxx, Danny Glover, Jennifer Hudson, Beyoncé Knowles, Sharon Leal, Eddie Murphy, Keith Robinson e Anika Noni Rose | |

#### Número de prémios vencidos
- 1: Little Miss Sunshine
- 1: Cinderella Man
- 1: The Queen
- 1: The Last King of Scotland
- 2: Dreamgirls

### Televisão
| Melhor Ator em minissérie ou filme para televisão - Jeremy Irons – Elizabeth I (HBO) como Conde de Leicester - Thomas Haden Church – Broken Trail (AMC) como Tom Harte - Robert Duvall – Broken Trail (AMC) como Prentice "Print" Ritter - William H. Macy – Nightmares & Dreamscapes: From the Stories of Stephen King (TNT) como Det. Clyde Umney - Matthew Perry – The Ron Clark Story (TNT) como Ron Clark | Melhor Atriz em minissérie ou filme para televisão - Helen Mirren – Elizabeth I (HBO) como Rainha Elizabeth I - Annette Bening – Mrs. Harris (HBO) como Jean Harris - Cloris Leachman – Mrs. Harris (HBO) como Pearl Schwartz - Shirley Jones – Hidden Places (Hallmark Channel) como Tia Batty - Greta Scacchi – Broken Trail (AMC) como Nola Johns                                                                           |
| Melhor Ator em série dramática - Hugh Laurie – House (Fox) como Dr. Gregory House - James Spader – Boston Legal (ABC) como Alan Shore - Michael C. Hall – Dexter (Showtime) como Dexter Morgan - Kiefer Sutherland – 24 (Fox) como Jack Bauer - James Gandolfini – The Sopranos (HBO) como Tony Soprano | Melhor Atriz em série dramática - Chandra Wilson – Grey's Anatomy (ABC) como Miranda Bailey - Patricia Arquette – Medium (NBC) como Allison DuBois - Edie Falco – The Sopranos (HBO) como Carmela Soprano - Kyra Sedgwick – The Closer (TNT) como Det. Brenda Leigh Johnson - Mariska Hargitay – Law & Order: Special Victims Unit (NBC) como Det. Olivia Benson                                                               |
| Melhor Ator em série de comédia - Alec Baldwin – 30 Rock (NBC) como Jack Donaghy - Steve Carell – The Office (NBC) como Michael Scott - Jason Lee – My Name Is Earl (NBC) como Earl J. Hickey - Jeremy Piven – Entourage (HBO) como Ari Gold - Tony Shalhoub – Monk (USA Network) como Adrian Monk | Melhor Atriz em série de comédia - America Ferrera – Ugly Betty (ABC) como Betty Suarez - Felicity Huffman – Desperate Housewives (ABC) como Lynette Scavo - Julia Louis-Dreyfus – The New Adventures of Old Christine (CBS) como Christine Campbell - Megan Mullally – Will & Grace (NBC) como Karen Walker - Mary-Louise Parker – Weeds (Showtime) como Nancy Botwin - Jaime Pressly – My Name Is Earl (NBC) como Joy Turner |
| Melhor Elenco em série dramática - Grey's Anatomy (ABC) – Justin Chambers, Eric Dane, Patrick Dempsey, Katherine Heigl, T.R. Knight, Sandra Oh, James Pickens Jr., Ellen Pompeo, Sara Ramirez, Kate Walsh, Isaiah Washington e Chandra Wilson - 24 (Fox) – Jayne Atkinson, Jude Ciccolella, Roger Cross, Gregory Itzin, Louis Lombardi, James Morrison, Glenn Morshower, Mary Lynn Rajskub, Kim Raver, Jean Smart e Kiefer Sutherland - Boston Legal (ABC) – Rene Auberjonois, Candice Bergen, Craig Bierko, Julie Bowen, William Shatner, James Spader e Mark Valley - Deadwood (HBO) – Jim Beaver, Powers Boothe, Sean Bridgers, W. Earl Brown, Dayton Callie, Brian Cox, Kim Dickens, Brad Dourif, Anna Gunn, John Hawkes, Jeffrey Jones, Paula Malcomson, Gerald McRaney, Ian McShane, Timothy Olyphant, Molly Parker, Leon Rippy, William Sanderson, Brent Sexton, Bree Sheanna Wall, Robin Weigert e Titus Welliver - The Sopranos (HBO) – Sharon Angela, Lorraine Bracco, Max Casella, Dominic Chianese, Edie Falco, James Gandolfini, Joseph R. Gannascoli, Dan Grimaldi, Robert Iler, Michael Imperioli, Steve Schirripa, Jamie-Lynn Sigler, Tony Sirico, Aida Turturro, Maureen Van Zandt, Steven Van Zandt e Frank Vincent                                                                   | |
| Melhor Elenco em série de comédia - The Office (NBC) – Leslie David Baker, Brian Baumgartner, Steve Carell, David Denman, Jenna Fischer, Kate Flannery, Melora Hardin, Mindy Kaling, Angela Kinsey, John Krasinski, Paul Lieberstein, B. J. Novak, Oscar Nunez, Phyllis Smith e Rainn Wilson - Desperate Housewives (ABC) – Andrea Bowen, Mehcad Brooks, Richard Burgi, Ricardo Antonio Chavira, Marcia Cross, James Denton, Teri Hatcher, Josh Henderson, Zane Huett, Felicity Huffman, Kathryn Joosten, Nashawn Kearse, Brent Kinsman, Shane Kinsman, Joy Lauren, Eva Longoria, Kyle MacLachlan, Laurie Metcalf, Shawn Pyfrom, Doug Savant, Dougray Scott, Nicollette Sheridan, Brenda Strong, Kiersten Warren e Alfre Woodard - Entourage (HBO) – Kevin Connolly, Kevin Dillon, Jerry Ferrara, Adrian Grenier, Rex Lee, Debi Mazar, Jeremy Piven e Perrey Reeves - Ugly Betty (ABC) – Alan Dale, America Ferrera, Mark Indelicato, Ashley Jensen, Eric Mabius, Becki Newton, Ana Ortiz, Tony Plana, Stelio Savante, Kevin Sussman, Michael Urie e Vanessa Williams - Weeds (Showtime) – Martin Donovan, Alexander Gould, Allie Grant, Indigo, Justin Kirk, Romany Malco, Andy Milder, Kevin Nealon, Maulik Pancholy, Mary-Louise Parker, Hunter Parrish, Tonye Patano, Elizabeth Perkins e Eden Sher | |